# Атакуле
Вежа Атакуле (тур. Atakule) — 125-метрова теле - і оглядова вежа, у столиці Туреччини, Анкарі. Вежу видно практично з будь-якої точки міста, а з вершини вежі можна оглянути все місто з висоти пташиного польоту. На вежі знаходиться ресторан, що обертається, який здійснює один оберт на 360 градусів за 1,5 години. Також один з перших торгових центрів Туреччини знаходиться під вежею.

## Місце розташування
Башта знаходиться в місті Анкара, в одному з найвищих районів Чанкая, на місці перетину проспектів Джин і Чанкая. Башта підноситься на 118,2 метра над рівнем моря.

## Історія
Будівництво вежі було розпочато в 1987 році і тривало близько 3-х років. Автором проекту є турецький архітектор Рагіп Булуч, який підготував його у 1985 році. Діаметр башти становить 21 метр, а вага — 9 тис. тонн. У 1987 році тодішній президент Туреччини Тургут Озал заклав фундамент споруди, а 13 жовтня 1989 року брав участь на відкриття вежі.
Назва вежі було обрано всенародним голосуванням, на основі конкурсу.
У 2011 році Реджеп Тайіп Ердоган брав участь на відкриття нового освітлення будівлі. Ресторани діють, але оглядова частина вежі тимчасово закрита.

### Торговий центр
Відкритий в 1989 році торговий центр Тансаш під вежею став першим в Анкарі і другим в Туреччині. Торговий центр виходить на ботанічний сад.
У 2012 році всі орендарі торгового центру були виселені і магазини закриті. У 2014 році почалося руйнування торгового центру, але припинено через загрозу вежі. Пізніше рознесення було завершено. Поки готується проект по оновленню торгового центру.

## Галерея

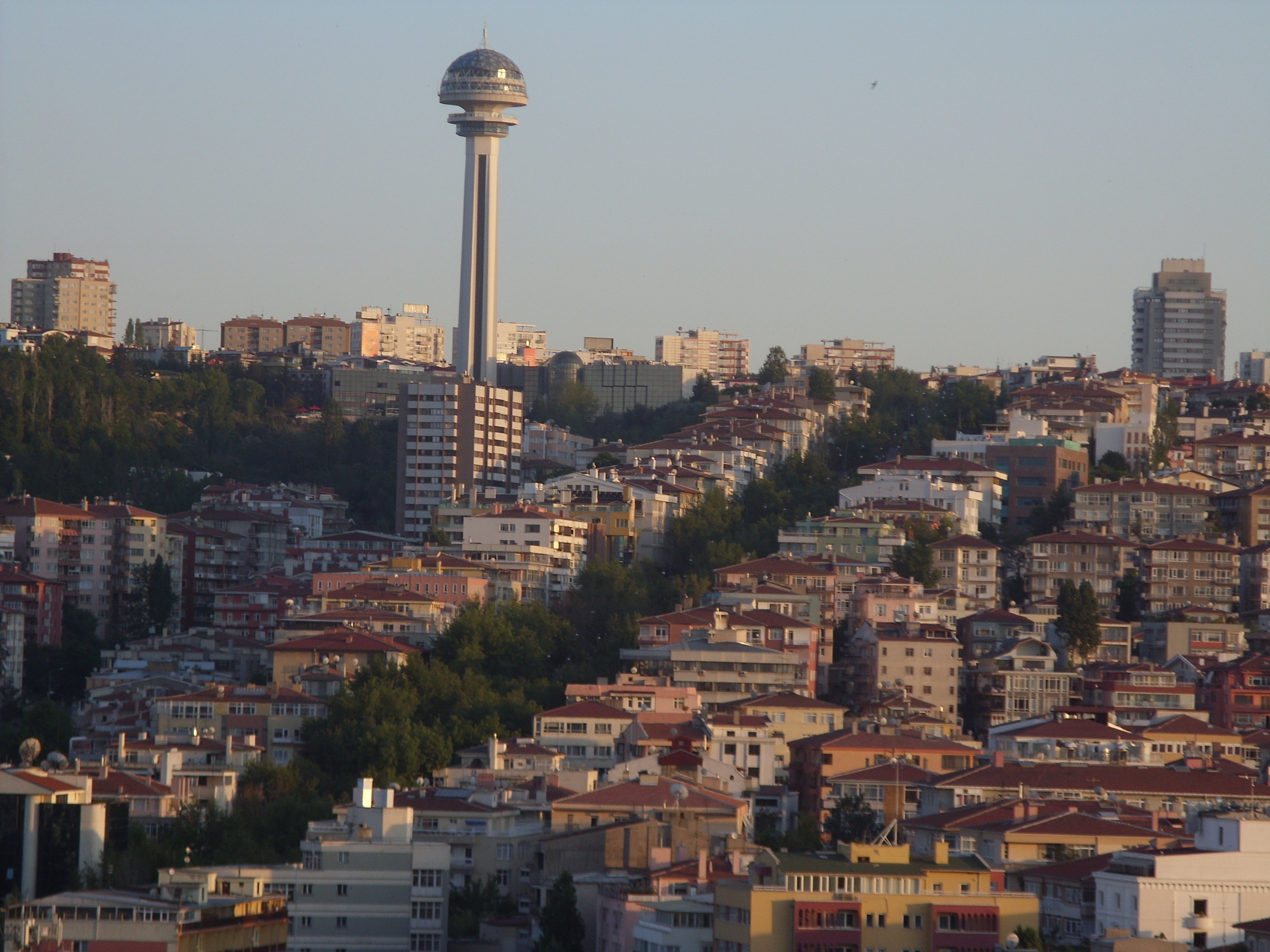
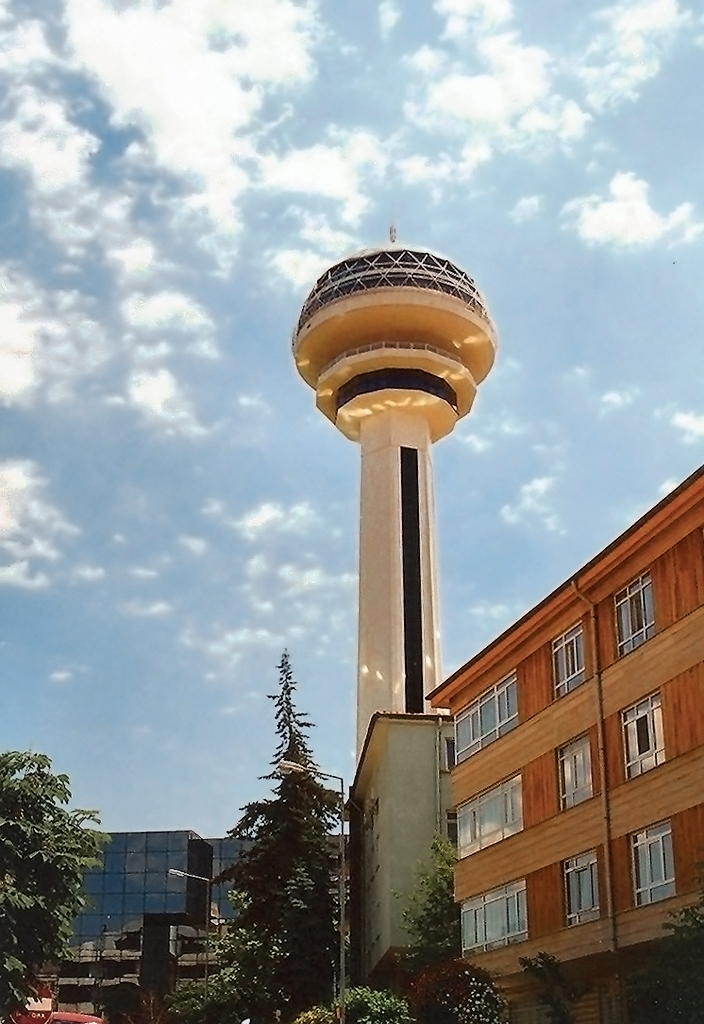
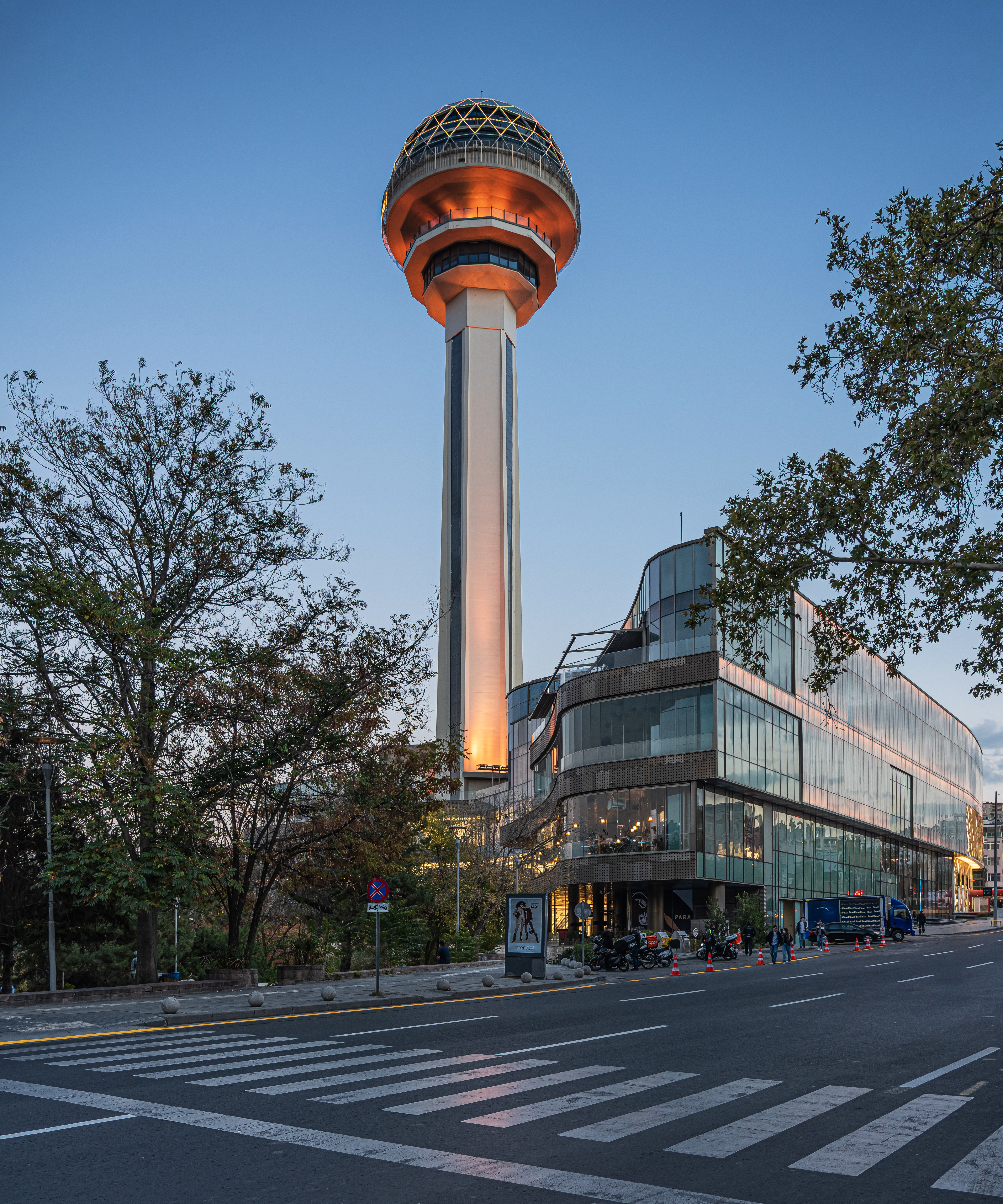
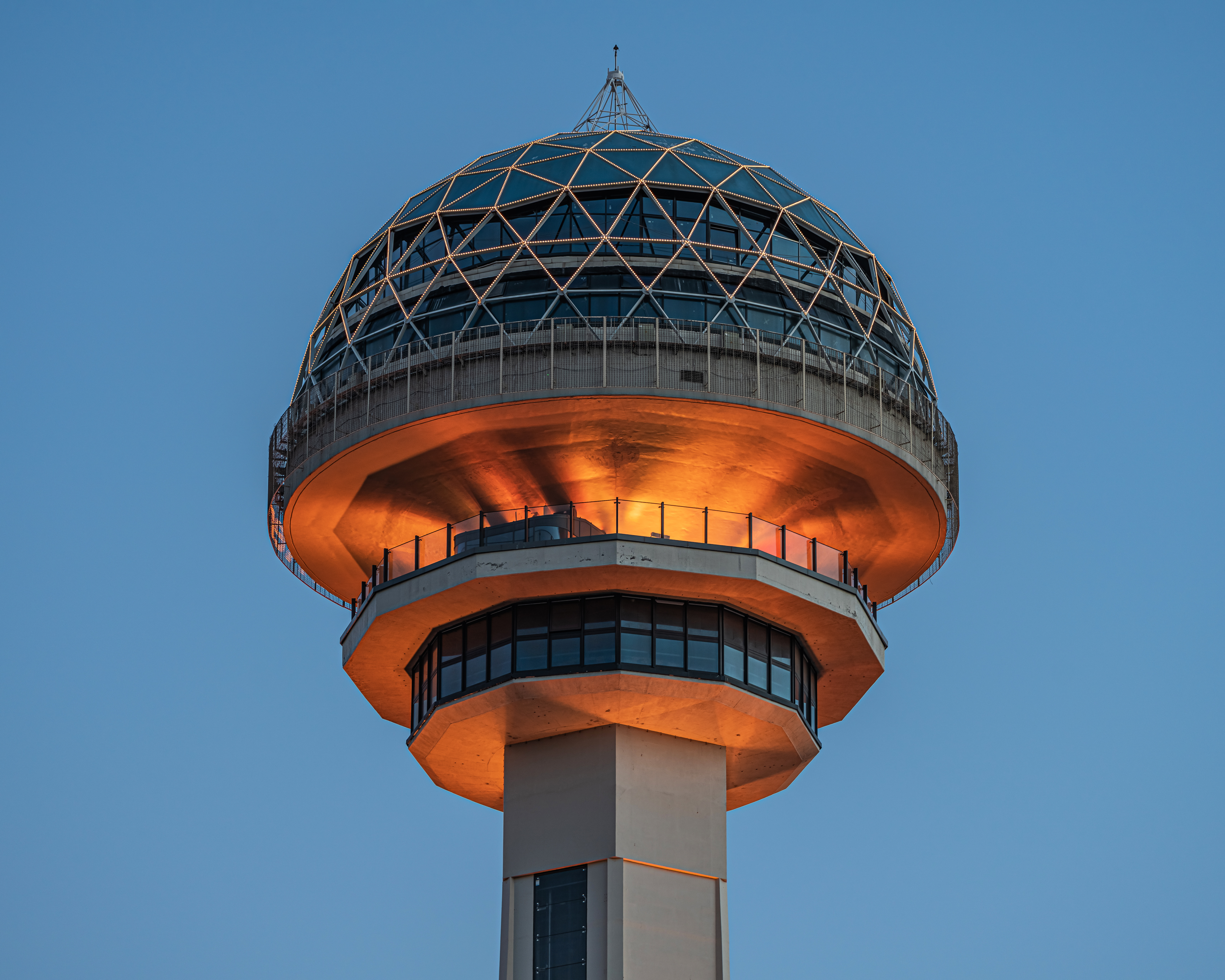

## Цікаві факти
- Один з ресторанів вежі носить назву іспанського міста Севільї.